# Alzounoub
Alzounoub es una comuna o municipio del círculo de Gundam de la región de Tombuctú, en Malí. En abril de 2009 tenía una población censada de 4477 habitantes.
Se encuentra ubicada al norte del país y al oeste de la región de Tombuctú, en la zona de la sabana inundada del delta interior del Níger-Bani, junto a la frontera con Mauritania.